# Елджернон Модслі
Елджернон Модслі (англ. Algernon Maudslay, 10 січня 1873 — 2 березня 1948) — британський яхтсмен.
Олімпійський чемпіон 1900 (відкритий клас), 1900 (перший заплив у класі 0,5—1,0 тонна) років.